# Gerhardodon purbeckensis
Gerhardodon purbeckensis — вид дрібних викопних ссавців родини Pinheirodontidae ряду Багатогорбкозубі (Multituberculata). Тварина існувала на початку крейдяного періоду (145—140 млн років тому) на території сучасної Європи. Скам'янілі рештки знайдені у пластах Лулворз в Англії, у тих же відкладеннях знайдено залишки динозавра ігуанодона.